# Bile
Bile (în ucraineană Біле) este o așezare de tip urban din raionul Lutuhîne, regiunea Luhansk, Ucraina. În afara localității principale, nu cuprinde și alte sate.

## Demografie
Componența lingvistică a așezării de tip urban Bile
     Rusă (55,05%)
     Ucraineană (44,55%)
     Alte limbi (0,23%)
Conform recensământului din 2001, majoritatea populației așezării de tip urban Bile era vorbitoare de rusă (55,05%), existând în minoritate și vorbitori de ucraineană (44,55%).